# Comete Soho scoperte da Italiani
Tra le oltre 3.850 comete scoperte al 1 febbraio 2020  tramite l'osservatorio solare SOHO 41 sono state scoperte o coscoperte da sei astrofili italiani:
- Roberto Gorelli di Roma[2][3]
- Toni Scarmato di San Costantino di Briatico (VV), professore di liceo[4]
- Michele T. Mazzucato di Castiglione dei Pepoli (BO), guardia forestale[5]
- Luciano Cane di Imperia (IM)
- Giuseppe Pappa di Mascalucia (CT), informatore scientifico sul farmaco[6]
- Simone Renai di San Casciano in Val di Pesa (FI), orafo

Elenco delle comete in ordine di data del passaggio al perielio.
| Nome ufficiale  | Numerazione SOHO | Data del perielio | MPEC     | IAUC | Famiglia d'appartenenza | Scopritore e coscopritori                              |
| C/1996 A2 SOHO  | 342              | 14 gennaio 1996   | 2001-O43 | 7718 | Kreutz                  | Gorelli                                                |
| C/2000 H2 SOHO  | 111              | 28 aprile 2000    | 2000-J05 | 7412 | Kreutz                  | Gorelli, Michael Boschat, Terry Lovejoy, Michael Oates |
| C/2000 J6 SOHO  | 282              | 11 maggio 2000    | 2001-B11 | 7567 | Kreutz                  | Scarmato                                               |
| C/2001 H2 SOHO  | 306              | 20 aprile 2001    | 2001-H32 | 7613 | Kreutz                  | Scarmato, Xavier Leprette                              |
| C/2001 H6 SOHO  | 309              | 26 aprile 2001    | 2001-H44 | 7631 | Kreutz                  | Scarmato                                               |
| C/2001 K8 SOHO  | 319              | 29 maggio 2001    | 2001-L09 | 7641 | Kreutz                  | Scarmato                                               |
| C/2001 L4 SOHO  | 323              | 5 giugno 2001     | 2001-L24 | 7642 | Kreutz                  | Scarmato                                               |
| C/2001 L9 SOHO  | 328              | 13 giugno 2001    | 2001-M06 | 7646 | Kreutz                  | Scarmato                                               |
| C/2001 M6 SOHO  | 335              | 21 giugno 2001    | 2001-M33 | 7650 | Kreutz                  | Scarmato                                               |
| C/2001 P1 SOHO  | 343              | 4 agosto 2001     | 2001-P22 | 7689 | Non gruppo              | Scarmato                                               |
| C/2001 V1 SOHO  | 370              | 1º novembre 2001  | 2001-W47 | 7759 | Kreutz                  | Scarmato                                               |
| C/2002 L5 SOHO  | 461              | 11 giugno 2002    | 2002-L63 | 7919 | Kreutz                  | Scarmato                                               |
| C/2002 S11 SOHO | 526              | 30 settembre 2002 | 2002-T75 | 7991 | Kreutz                  | Scarmato                                               |
| C/2004 W2 SOHO  | 866              | 19 novembre 2004  | 2004-Y37 | 8458 | Kreutz                  | Scarmato                                               |
| C/2004 Y3 SOHO  | 886              | 25 dicembre 2004  | 2005-A41 | 8469 | Kreutz                  | Scarmato                                               |
| C/2005 P1 SOHO  | 999              | 6 agosto 2005     | 2005-Q04 | 8585 | Kreutz                  | Scarmato                                               |
| C/2005 P2 SOHO  | 1000             | 6 agosto 2005     | 2005-Q04 | 8585 | Kreutz                  | Scarmato                                               |
| C/2005 U5 SOHO  | 1035             | 22 ottobre 2005   | 2005-X53 | 8644 | Kreutz                  | Scarmato                                               |
| C/2005 V4 SOHO  | 1042             | 5 novembre 2005   | 2005-Y03 | 8650 | Kreutz                  | Scarmato                                               |
| C/2005 W3 SOHO  | 1049             | 18 novembre 2005  | 2005-Y14 | 8654 | Kreutz                  | Scarmato                                               |
| C/2005 W13 SOHO | 1056             | 22 novembre 2005  | 2005-Y22 | 8654 | Kreutz                  | Scarmato                                               |
| C/2005 W14 SOHO | 1058             | 24 novembre 2005  | 2005-Y22 | 8657 | Kreutz                  | Scarmato                                               |
| C/2006 F5 SOHO  | 1114             | 21 marzo 2006     | 2006-K10 | 8714 | Kreutz                  | Mazzucato                                              |
| C/2006 K7 SOHO  | 1140             | 18 maggio 2006    | 2006-M28 | 8738 | Kreutz                  | Cane                                                   |
| C/2006 U8 SOHO  | 1203             | 17 ottobre 2006   | 2006-X25 | 8783 | Kreutz                  | Scarmato                                               |
| C/2006 U15 SOHO | 1211             | 28 ottobre 2006   | 2007-B37 | 8805 | Kreutz                  | Cane                                                   |
| C/2006 X4 SOHO  | 1230             | 10 dicembre 2006  | 2007-C40 | 8815 | Kreutz                  | Scarmato                                               |
| C/2006 Y9 SOHO  | 1244             | 21 dicembre 2006  | 2007-D17 | 8819 | Kreutz                  | Mazzucato                                              |
| C/2006 Y11 SOHO | 1246             | 24 dicembre 2006  | 2007-K45 | 8845 | Kreutz                  | Mazzucato                                              |
| C/2007 A7 SOHO  | 1255             | 10 gennaio 2007   | 2007-K65 | 8844 | Non gruppo              | Cane                                                   |
| C/2007 W4 SOHO  | 1397             | 19 novembre 2007  | 2008-B10 | 8919 | Kreutz                  | Mazzucato                                              |
| C/2008 J11 SOHO | 1467             | 7 maggio 2008     | 2008-M10 | 8964 | Kreutz                  | Pappa                                                  |
| C/2008 K9 SOHO  | 1481             | 28 maggio 2008    | 2008-O15 | 8982 | Kreutz                  | Pappa                                                  |
| C/2008 L8 SOHO  | 1486             | 10 giugno 2008    | 2008-O23 | 8983 | Kreutz                  | Mazzucato                                              |
| C/2008 X8 SOHO  | 1577             | 2 dicembre 2008   | 2009-E60 | 9030 | Kreutz                  | Mazzucato                                              |
| C/2009 V5 SOHO  | 1731             | 6 novembre 2009   | 2010-L90 | 9156 | Kreutz                  | Scarmato                                               |
| C/2009 W8 SOHO  | 1739             | 23 novembre 2009  | 2010-L91 | 9162 | Non gruppo              | Scarmato                                               |
| C/2009 X3 SOHO  | 1750             | 2 dicembre 2009   | 2010-M16 | 9164 | Kreutz                  | Scarmato                                               |
| C/2015 M ? SOHO | 2968             | 21 giugno 2015    |          |      | Kreutz                  | Mazzucato                                              |
| C/2015 M ? SOHO | 2975             | 25 giugno 2015    |          |      | Kreutz                  | Renai                                                  |
| C/2015 X ? SOHO | 3072             | 8 dicembre 2015   |          |      | Kreutz                  | Renai                                                  |

A queste comete occorre aggiungere anche la X-30 SOHO del 25 aprile 2001 di Scarmato: le comete Soho designate da una X e da una numerazione progressiva sono comete di cui non si hanno abbastanza posizioni, o immagini, per poter calcolarne l'orbita e soprattutto per avere la certezza che non si tratti di una sequenza casuale di tracce di raggi cosmici registrate dalle CCD degli strumenti Lasco 2 e Lasco 3: si tratta in pratica di comete fantasma destinate a rimane tali a meno che non vengano rinvenute in altre immagini riprese dalla Soho o ancora meglio dalla superficie terrestre; finora non si è verificato nessuno caso del genere.